# Porsche 924 Weissach
In 1980 werd de Amerikaanse markt overspoeld door Japanse automerken en deze trokken alle aandacht van Porsche weg. Daarom maakten ze wederom een nieuwe versie van de Porsche 924. Er werden 400 stuks gefabriceerd. 
De Porsche 924 Weissach was gespoten in Pewter een platina-achtige metallic lak. Het model had elektrische verstelbare zijspiegels, elektrische ramen, airconditioning en sportzetels. 

## Andere 924's
- Porsche 924
  - Porsche 924 Martini
  - Porsche 924 Sebring
  - Porsche 924 Le Mans
  - Porsche 924 50 Jahre edition
  - Porsche 924 Turbo
  - Porsche 924 Carrera GT
  - Porsche 924 Carrera GTS
  - Porsche 924 Carrera GTR
  - Porsche 924 Turbo Italy
  - Porsche 924S
  - Porsche 924S Le Mans